# LIDAR
Lidar er en teknologi til at indsamle store mængder af afstandsmålinger med høj præcision. Normalt henføres termen til at være en forkortelse for Light Detection and Ranging, men er oprindelig en sammenstilling af ordene "light" og "radar". Lidar afstandsmålinger foretages ved, at der udsendes laser-pulser med høj frekvens samtidigt med at de enkelte pulser, typisk ved hjælp af et spejl, drejes ud i forskellige retninger. Den tid det tager de enkelte pulser at ramme et objekt og blive reflekteret tilbage til laseren, kan bruges til at beregne afstanden.
LIDAR benyttes indenfor: Atmosfærisk fysik, skovdrift, arkæologi, fremstilling af højdemodeller af landskaber m.m.